# Majedadim ibne Alatir
Abu Assadate Almubaraque ibne Maomé Alatir ibne Maomé ibne Albedelcarim ibne Abde Aluaide Axaibani Aljazari Almaucili (Abū l-Saʿādāt al-Mubārak ibn Muḥammad al-Athīr ibn Muḥammad ibn ʿAbd al-Karīm ibn ʿAbd al-Uāḥid ax-Xaibānī al-Jazarī al-Mauṣilī; 1149-1210), melhor conhecido como Majedadim ibne Alatir (Majd al-Dīn ibn al-Athīr), foi importante estudioso do madabe (escola de direito) xafeíta, melhor conhecido por obras sobre hádices, lexicografia e gramática. Era irmão mais velho de Ali e Diaudim.